# David Tudor
David Eugene Tudor, född 20 januari 1926 i Philadelphia, Pennsylvania, död 13 augusti 1996 i Tomkins Cove, Rockland County, New York, var en amerikansk pianist och kompositör.

## Biografi
Tudor studerade piano för Irma Wolpe och komposition under Stefan Wolpe och blev med sin pianomusik känd som en av de ledande avant gardeartisterna. Han gjorde sitt första amerikanska framträdande med Piano Sonata nr 2 av Pierre Boulez 1950, och en europaturné 1954 framhävde avsevärt hans renomé. Karlheinz Stockhausen dedikerade sitt Klavierstück VI (1955) till Tudor. Tudor gjorde också tidiga framträdanden med verk av Morton Feldman, Earle Brown och La Monte Young.
Den kompositör med vilka Tudor främst förknippades är John Cage; han gjorde premiäruppförandet av Cage's Music of Changes, Concert for Piano and Orchestra och den notoriske 4 '33 ". Cage har sagt att många av hans stycken är skrivna antingen specifikt för Tudor att framföra eller med honom i åtanke. De två arbetade tätt tillsammans på många av Cage's stycken, både vad gällde verk för piano och för elektroniska stycken, såsom Smithsonian Folkways album, Inditermanacy: New Aspect of Form in Instrumental and Electronic Music (1959 ). Tudor gjorde även flera inspelningar av Cage's musik, som t. ex. Mainstream record of Cartridge Music.
Efter en begränsad undervisning vid sommarkurserna i Darmstadt 1956–1961, började Tudor att avveckla sin verksamhet som pianist för att koncentrera sig på att komponera. Han skrev mestadels elektroniska verk, många på uppdrag av Cage’s partner, koreografen Merce Cunningham. Hans hemmagjorda musikaliska kretsar ses som landmärken i levande elektronisk musik och elektrisk instrumentbyggnad, som en form av komposition. Ett stycke, Reunion (1968), skriven tillsammans med Lowell Cross har ett schackspel, där varje drag utlöser en ljuseffekter eller projektion. Vid premiären, spelades matchen mellan John Cage och Marcel Duchamp. Reunion är felaktigt tillskrivs Cage i James Pritchetts bok The Music Of John Cage.
År 1969 inrättade Tudor Indiens första elektroniska musikstudio vid National Institute of Design i Ahmedabad.
Vid Cage's död 1992, tog Tudor över som dirigent av Merce Cunningham Dance Company. Bland de många verk som skapats för företaget, bestod Tudor med Sound: Ocean Diary (1994), den elektroniska komponenten av Ocean, som komponerats av John Cage och Merce Cunningham, med koreografi av Merce Cunningham, orkestermusik av Andrew Culver och design av Marsha Skinner.